# Las Cocinas, Michoacán de Ocampo
Las Cocinas är en ort i Mexiko.   Den ligger i kommunen Nocupétaro och delstaten Michoacán de Ocampo, i den södra delen av landet, 230 km väster om huvudstaden Mexico City. Las Cocinas ligger 642 meter över havet och antalet invånare är 237.
Terrängen runt Las Cocinas är kuperad. Runt Las Cocinas är det glesbefolkat, med 10 invånare per kvadratkilometer. Närmaste större samhälle är Nocupétaro, 7,4 km öster om Las Cocinas. I omgivningarna runt Las Cocinas växer huvudsakligen savannskog.